# Дело Турнесоля
«Дело Турнесоля», «Дело профессора» (фр. L'Affaire Tournesol) — восемнадцатый альбом из серии «Приключения Тинтина» бельгийского карикатуриста Эрже.
Комикс публиковался в бельгийском журнале Tintin с декабря 1954 по февраль 1956 года, затем был опубликован в сборнике издательством Casterman в 1956 году. 
Действие происходит на Швейцарской ривьере и в Бордурии вскоре после возвращения Тинтина и его друзей с Луны. Как и в более раннем приключении «Храм Солнца» (1946), троица неразлучных друзей (Тинтин, Милу и капитан Хэддок) пытается вернуть в Муленсар похищенного профессора Турнесоля.

## Сюжет
В имении Муленсар начинают происходить необъяснимые вещи — трескаются зеркала, разлетаются вдребезги окна, от старинных китайских ваз остаются одни черепки. Чудеса прекращаются, как только профессор Турнесоль покидает свою лабораторию и отбывает на научную конференцию в Женеву.
Тинтин подозревает, что во всём виноваты эксперименты Турнесоля. Они с капитаном отправляются в лабораторию, где сталкиваются с подозрительным иностранцем в маске. Сбив капитана с ног, незнакомцу удаётся скрыться — но только после того, как Милу оторвал часть кармана его плаща, откуда выпала пачка сигарет. На ней друзья прочитали название женевской гостиницы, где собирался остановиться профессор.
Опасаясь за безопасность своего друга, Тинтин и капитан направляются в Женеву. В их отсутствие в Муленсаре поселяется некий Серафен Лампион с многочисленным семейством (первое появление этого персонажа на страницах комиксов). В Швейцарии профессор Турнесоль поочерёдно попадает в руки конкурирующих агентов спецслужб балканских стран Сильдавии и Бордурии (названия придуманы как анаграммы ТранСИЛЬвании, МолДАВИИ, БОлгаРИИ), которые пытаются выведать у него чертежи секретного инфразвукового оружия, способного разрушать предметы.
Долгая погоня за Турнесолем и его похитителями приводит Тинтина в столицу Бордурии город Соход (Szohôd, Зоод, выдуманный город, название от брюссельского диалектного zot — сумасшедший, тупой). Его поселяют в роскошном, но усеянном «жучками» номере гостиницы под присмотром пары спецагентов. Благодаря помощи давней знакомой оперной знаменитости, Бьянки Кастафиоре, друзьям удаётся сбежать из-под опеки спецслужб и выведать местонахождение профессора. Они хитростью вывозят его из крепости и достигают границы на захваченном по дороге танке.

## Экранизации и адаптации
Альбом «Дело Турнесоля» был включён в анимационный сериал «Приключения Тинтина» 1957 года, анимационный сериал «Приключения Тинтина» 1992 года, также был адаптирован для постановки «Приключений» на BBC Radio 5 в 1992–1993 годах.